# Sflash
Sflash ist ein asymmetrisches Kryptosystem für digitale Signaturen. Es wurde ab 1998 von Nicolas T. Courtois, Louis Goubin und Jacques Patarin entwickelt und 2001 vorgestellt.
Sflash v2 wurde 2003 durch das NESSIE-Projekt empfohlen.
2007 wurde von Vivien Dubois, Pierre-Alain Fouque, Adi Shamir und Jacques Stern ein vollständiger Angriff auf Sflash präsentiert. Dies ist insofern bemerkenswert, als ein von einer EU-Behörde empfohlener Algorithmus innerhalb weniger Jahre vollständig gebrochen wurde.
Die Entwickler von Sflash schlugen daraufhin Änderungen vor, um derartige Attacken zu verhindern. Die zusätzlich entwickelten Sicherheitsfeatures sind mit den Versionen v2 und v3 kompatibel.
Über die Weiterentwicklung PFlash schrieb das amerikanische National Institute of Standards and Technology im Jahr 2017, das neue Programm sei zwar etwas langsamer als SFlash, beinhalte jedoch einen Großteil des bisherigen Anwendungsbereiches und habe zugleich ein deutlich besseres Sicherheitskonzept.